# 30 y/o
『30 y/o』(サーティー・ワイ・オー)は日本の女性シンガーソングライター絢香の5枚目のオリジナル・アルバム
。2018年11月14日にA stAtionから発売された。

## 解説
オリジナル・アルバムとしては、2015年リリースの『レインボーロード』より約3年7ヶ月振りのリリースとなる。
本作は絢香自身が30歳になった節目に発表される形となったアルバムであり、タイトルは自身が30歳なった事に由来するが、30歳になったらこう言ったアルバムを作ろうと言うコンセプトがあったわけではないとの事であり、30歳に達してからは「改めて時間には限りがあるんだな。」と感じたことや、30歳となった今、どう生きていき、どんな歌を歌っていきたいかをよく考えるようになっていったそうであり、時間が過ぎていく中で起こる変化や時代の流れと変化を感じつつ何をどう判断していくのか？と言う考えが反映されたような楽曲が揃っている事に気付く事になり、自然と『時間と変化』と言うコンセプトが形作られ、それをリリースするタイミングがたまたま30歳と言う節目に当たった形になったのだと言う。

## 収録曲

### Disc.1 (CD)
- 全曲作詞・作曲：絢香

1. カラフル!! (4:06)
編曲：河野圭
2. ネオンライト (3:40)
編曲：河野圭
3. パマラ (4:05)
編曲：Kan Sano
4. センチメント (4:03)
編曲：河野圭
14thシングルのカップリング
5. コトノハ (3:59)
編曲：河野圭
14thシングル
NHKドラマ10『ツバキ文具店〜鎌倉代書屋物語〜』主題歌
6. Woman (3:33)
編曲：河野圭
7. ディジー (3:12)
編曲：塩谷哲
8. 365 (4:27)
編曲：Kan Sano
『高橋手帳』「手帳は高橋」イメージソング
9. サクラ (4:10)
編曲：塩谷哲
7thデジタル・シングル
10. あいことば (4:30)
編曲：塩谷哲
映画『人魚の眠る家』主題歌
11. ハートアップ (4:52)
編曲：小林武史
絢香×三浦大知のコラボレーション・シングル
12. Glory (4:03)
作詞・作曲：絢香、KREVA / 編曲：KREVA
絢香×KREVAのコラボレーション・シングル

### Disc.2 (CD)
- 全曲作詞・作曲：絢香

1. POWER OF MUSIC (Acoustic Live Tour 2017-2018～3-STAR RAW～ LIVE音源 at Osaka-Jo Hall 201712.16) (6:14)
作詞：絢香 / 作曲：絢香、西尾芳彦 / 編曲：塩谷哲
2ndアルバム『Sing to the Sky』収録曲
2. ありがとうの輪 (Acoustic Live Tour 2017-2018～3-STAR RAW～ LIVE音源 at Osaka-Jo Hall 201712.16) (5:31)
編曲：松浦晃久
配信限定シングル
3. A Song For You (Acoustic Live Tour 2017-2018～3-STAR RAW～ LIVE音源 at Osaka-Jo Hall 201712.16) (4:14)
編曲：河野圭
配信限定シングル
4. The sign (Acoustic Live Tour 2017-2018～3-STAR RAW～ LIVE音源 at Osaka-Jo Hall 201712.16) (4:01)
5. アカイソラ (Acoustic Live Tour 2017-2018～3-STAR RAW～ LIVE音源 at Osaka-Jo Hall 201712.16) (5:27)
編曲：松浦晃久
3rdアルバム『The beginning』収録曲
6. サクラ (Acoustic Live Tour 2017-2018～3-STAR RAW～ LIVE音源 at Osaka-Jo Hall 201712.16) (4:19)
配信限定シングル
7. にじいろ (Acoustic Live Tour 2017-2018～3-STAR RAW～ LIVE音源 at Osaka-Jo Hall 201712.16) (6:23)
編曲：河野圭
13thシングル
8. beautiful (Acoustic Live Tour 2017-2018～3-STAR RAW～ LIVE音源 at Osaka-Jo Hall 201712.16) (5:29)
編曲：松浦晃久
11thシングル
9. I believe (Acoustic Live Tour 2017-2018～3-STAR RAW～ LIVE音源 at Osaka-Jo Hall 201712.16) (5:02)
作詞：絢香 / 作曲：絢香・西尾芳彦 / 編曲：L.O.E
1stシングル
10. 三日月 (Acoustic Live Tour 2017-2018～3-STAR RAW～ LIVE音源 at Osaka-Jo Hall 201712.16) (5:01)
作詞：絢香 / 作曲：西尾芳彦、絢香 / 編曲：L.O.E
4thシングル

### Disc.3 (DVD)
1. あいことば [Music Video]
2. 365 [Music Video]
3. コトノハ [Music Video]
4. ハートアップ [Music Video]
5. サクラ [Music Video]
6. メイキング集